# Werner Fischer (Kristallograph)
Werner Fischer (* 8. Februar 1931 in Gablonz an der Neiße, Tschechoslowakei) ist ein deutscher Mineraloge und Kristallograph.

## Leben
Werner Fischer, Sohn von Maria Fischer, geborener Gebert, und des kaufmännischen Angestellten Wilhelm Fischer, legte sein Abitur 1951 in Kappeln an der Schlei ab. Unterstützt von der Studienstiftung des Deutschen Volkes studierte er von 1951 bis 1953 in Stuttgart an der Technischen Hochschule und von 1953 bis 1959 an der Universität Kiel. In Kiel wurde er 1959 zum Dr. rer. nat. promoviert mit einer Arbeit über Strukturuntersuchungen an synthetischem Carnallit. 1970 habilitierte er sich in Marburg mit einer Arbeit über homogene Kugelpackungen und ihre Existenzbedingungen in Raumgruppen tetragonaler Symmetrie. 1971 wurde er zum Professor für Kristallographie und Mineralogie an der Philipps-Universität Marburg ernannt. 1974 bis 1978 arbeitete er als Lehrstuhlvertreter in Münster. Danach war er bis zu seinem Ruhestand 1996 an der Universität Marburg tätig und lebte in Cölbe.
Er beschäftigte sich mit mathematischer Kristallographie, insbesondere mit periodischen Minimalflächen, Kugelpackungen, Wirkungsbereichen, Normalisatoren, Gitterkomplexen, der Beschreibung von Kristallstrukturen und arbeitete an den International Tables for Crystallography mit. Diese Arbeiten geschahen sehr oft in Zusammenarbeit mit Elke Koch. 1973 war er mit anderen Autor von Space Groups and Lattile Complexes.
Werner Fischer ist evangelisch, heiratete 1961 Linde Gretschel und wurde Vater der Kinder Christiane, Chrisoph-Martin und Andreas. 1977 hatte er das Goldene Sportabzeichen erhalten.

## Auszeichnungen
- 2006 Carl-Hermann-Medaille der Deutschen Gesellschaft für Kristallographie[3]